# كاميل أبيلي
كاميل آن فرانسوا أبيلي (بالفرنسية: Camille Anne Françoise Abily)‏ هي لاعبة كرة قدم فرنسية في مركز الوسط ولدت في يوم 5 ديسمبر 1984 في مدينة رين في فرنسا، تلعب حالياً مع نادي أولمبيك ليون لكرة القدم للسيدات وسبق لها اللعب مع نادي غولد برايد في الولايات المتحدة وباريس سان جرمان ولوس أنجلوس سول ونادي مونبلييه وكليرفونتين و نادي فاندي وأفان غينغان، في سنة 2001 بدأت باللعب مع منتخب فرنسا لكرة قدم السيدات.

## روابط خارجية
- كاميل أبيلي على موقع الاتحاد الدولي (مؤرشف)  (الإنجليزية)
- كاميل أبيلي على موقع الاتحاد الأوربي (الإنجليزية)
- كاميل أبيلي على موقع قاعدة بيانات كرة القدم.إي يو (الإنجليزية)
- كاميل أبيلي على موقع ليكيب (الفرنسية)
- كاميل أبيلي على موقع Soccerway.com (الإنجليزية)
- كاميل أبيلي على موقع اللجنة الأولمبية الدولية (الإنجليزية)
- كاميل أبيلي على موقع أوليمبيديا (الإنجليزية)
- كاميل أبيلي على موقع اللجنة الأولمبية الفرنسية (مؤرشف) (الفرنسية)